# Мезотрофы
Мезотро́фы (от др.-греч. μέσος — «средний» и τροφή — «питание») — организмы, обитающие на почвах с умеренным содержанием элементов минерального питания. Занимают промежуточное место между олиготрофами и эвтрофами.

## Растения
К мезотрофным растениям относят:
- зелёные мхи;
- некоторые древесные породы (например, ель);
- кустарнички — черника, брусника;
- травянистые растения, обитающие под пологом темнохвойного леса, — кислица, майник.